# Acanthosyris asipapote
Acanthosyris asipapote là một loài thực vật thuộc họ Santalaceae. Nó là loài đặc hữu của Bolivia. Nó bị đe dọa do mất môi trường sống.